# Saoud Al-Sowadi
Saoud Al-Sowadi, né le 10 avril 1988 au Yémen, est un joueur de football international yéménite, qui évolue au poste de gardien de but.

## Biographie

### Carrière en sélection
Il reçoit sa première sélection en équipe du Yémen le 26 janvier 2008, en amical contre l'équipe de Bahreïn (défaite 2-1).
En décembre 2012, il participe au championnat d'Asie de l'Ouest, prenant part à trois rencontres. Il participe ensuite en janvier 2013 à la Coupe du Golfe des nations, disputant trois matchs lors de ce tournoi.
En janvier 2019, il est retenu par le sélectionneur Ján Kocian afin de participer à la Coupe d'Asie des nations, organisée aux Émirats arabes unis. Il joue deux rencontres lors de cette compétition, tout d'abord contre l'Iran (défaite 5-0), puis contre l'Irak (défaite 3-0).

## Palmarès
- Champion du Yémen en 2013 avec l'Al-Yarmuk Al-Rawda et en 2014 avec l'Al-Saqr SC
- Vainqueur de la Coupe du Yémen en 2014 avec l'Al-Saqr SC